# پرچم جزایر فارو
پرچم جزایر فارو در ۲۵ آوریل ۱۹۴۰ پذیرفته شد. این پرچم دارای زمینه سفید است و از دو نوار آبی و قرمز رنگ مرکب به صورت صلیب تشکیل شده است.